# Rosario + Vampire
Rosario + Vampire (japonsky ロザリオとバンパイア, Rozario to Banpaia) je japonská šónen manga, kterou vytvořil Akihisa Ikeda. Manga vycházela původně v měsíčníku Gekkan šónen Jump nakladatelství Šúeiša v letech 2004 až 2007 a byla svázána do deseti souborných svazků. Ještě v roce 2007 začala vycházet druhá řada mangy, tentokrát v časopise Jump Square téhož nakladatelství. Druhá řada vycházela do roku 2014 a svázána byla do čtrnácti souborných svazků. Na základě první a částečně i druhé řady mangy pak studio Gonzo v roce 2008 vyrobilo adaptaci v podobě stejnojmenného animovaného seriálu o dvou řadách, z nichž každá má po třinácti dílech. K manze bylo rovněž vytvořeno několik her pro různé konzole.